# Liste der FFH-Gebiete im Landkreis Donau-Ries
Die Liste der FFH-Gebiete im Landkreis Donau-Ries zeigt die FFH-Gebiete des schwäbischen Landkreises Donau-Ries in Bayern. Teilweise überschneiden sie sich mit bestehenden Natur-, Landschaftsschutz- und EU-Vogelschutzgebieten.
Im Landkreis befinden sich 17 und zum Teil mit anderen Landkreisen überlappende FFH-Gebiete.
| Prälatenweiher, alte Steinbrüche bei Oberringingen und Sternbach | BW | 7229-301 WDPA: 555521853 | Landkreis Donau-Ries, Landkreis Dillingen an der Donau       | | ⊙ | 8,00     |  |
| Abbaustellen zwischen Rain und Gempfing                          |    | 7331-301 WDPA: 555521900 | Landkreis Donau-Ries                                         | Ehemalige Abbaustellen mit schütterem Bewuchs und dauernd oder zeitweise trockenfallenden Gewässern, an 2 Standorten: NS=48.688403/10.961990 sowie 48.678479/10.947849. | ⊙ | 2,00     |  |
| Donau mit Jura-Hängen zwischen Leitheim und Neuburg              |    | 7232-301 WDPA: 555521856 | Landkreis Donau-Ries, Landkreis Neuburg-Schrobenhausen       | | ⊙ | 3.282,00 |  |
| Donauauen Blindheim-Donaumünster                                 |    | 7329-301 WDPA: 555521895 | Landkreis Donau-Ries, Landkreis Dillingen an der Donau       | | ⊙ | 1.211,00 |  |
| Donauwörther Forst mit Standortübungsplatz und Harburger Karab   |    | 7230-371 WDPA: 555521855 | Landkreis Donau-Ries                                         | | ⊙ | 2.400,92 |  |
| Heroldinger Burgberg                                             |    | 7130-302 WDPA: 555521814 | Landkreis Donau-Ries                                         | | ⊙ | 374,00   |  |
| Illdorfer, Kundinger, Eschlinger Leiten                          |    | 7332-301 WDPA: 555521901 | Landkreis Donau-Ries, Landkreis Neuburg-Schrobenhausen       | | ⊙ | 77,00    |  |
| Jurawälder nördlich Höchstädt                                    |    | 7329-372 WDPA: 555521897 | Landkreis Donau-Ries, Landkreis Dillingen an der Donau       | | ⊙ | 3.819,24 |  |
| Kesseltal mit Kessel, Hahnenbach und Köhrlesbach                 |    | 7229-371 WDPA: 555521854 | Landkreis Donau-Ries, Landkreis Dillingen an der Donau       | | ⊙ | 212,33   |  |
| Mausohrkolonien in der südlichen Frankenalb                      |    | 7136-303 WDPA: 555521825 | Landkreis Donau-Ries, Landkreis Eichstätt, Landkreis Kelheim | auch in Landkreis Neuburg-Schrobenhausen | ⊙ | 0,00     |  |
| Mausohrkolonien in und am Rand der Schwäbischen Alb              |    | 7028-301 WDPA: 555521784 | Landkreis Donau-Ries, Landkreis Dillingen an der Donau       | | ⊙ | 0,00     |  |
| Mertinger Hölle und umgebende Feuchtgebiete                      |    | 7330-301 WDPA: 555521898 | Landkreis Donau-Ries                                         | | ⊙ | 858,00   |  |
| Oberlauf der Ussel bis Itzing                                    | BW | 7130-372 WDPA: 555521816 | Landkreis Donau-Ries                                         | | ⊙ | 28,74    |  |
| Pfäfflinger Wiesen und Riedgraben bei Laub                       |    | 7130-371 WDPA: 555521815 | Landkreis Donau-Ries                                         | | ⊙ | 230,61   |  |
| Trockenverbund am Rand des Nördlinger Rieses                     |    | 7128-371 WDPA: 555521812 | Landkreis Donau-Ries                                         | | ⊙ | 948,97   |  |
| Wemdinger Ried                                                   |    | 7130-301 WDPA: 555521813 | Landkreis Donau-Ries                                         | | ⊙ | 124,00   |  |
| Wörnitztal                                                       |    | 7029-371 WDPA: 555521786 | Landkreis Ansbach, Landkreis Donau-Ries                      | | ⊙ | 3.893,33 |  |
| Legende für Fauna-Flora-Habitat                                  |    |                          |                                                              | |   |          |  |